# Ꚅ̆
Le jwé brève (capitale Ꚅ̆, minuscule ꚅ̆) est une lettre additionnelle de l’alphabet cyrillique qui était utilisée dans l’écriture de l’abkhaze dans l’alphabet de 37 lettres de 1862 de Peter von Uslar et dans l’alphabet de  1892 de Gulia et Machavariani. Celle-ci est composée d’un jwé et d’un brève.

## Utilisation

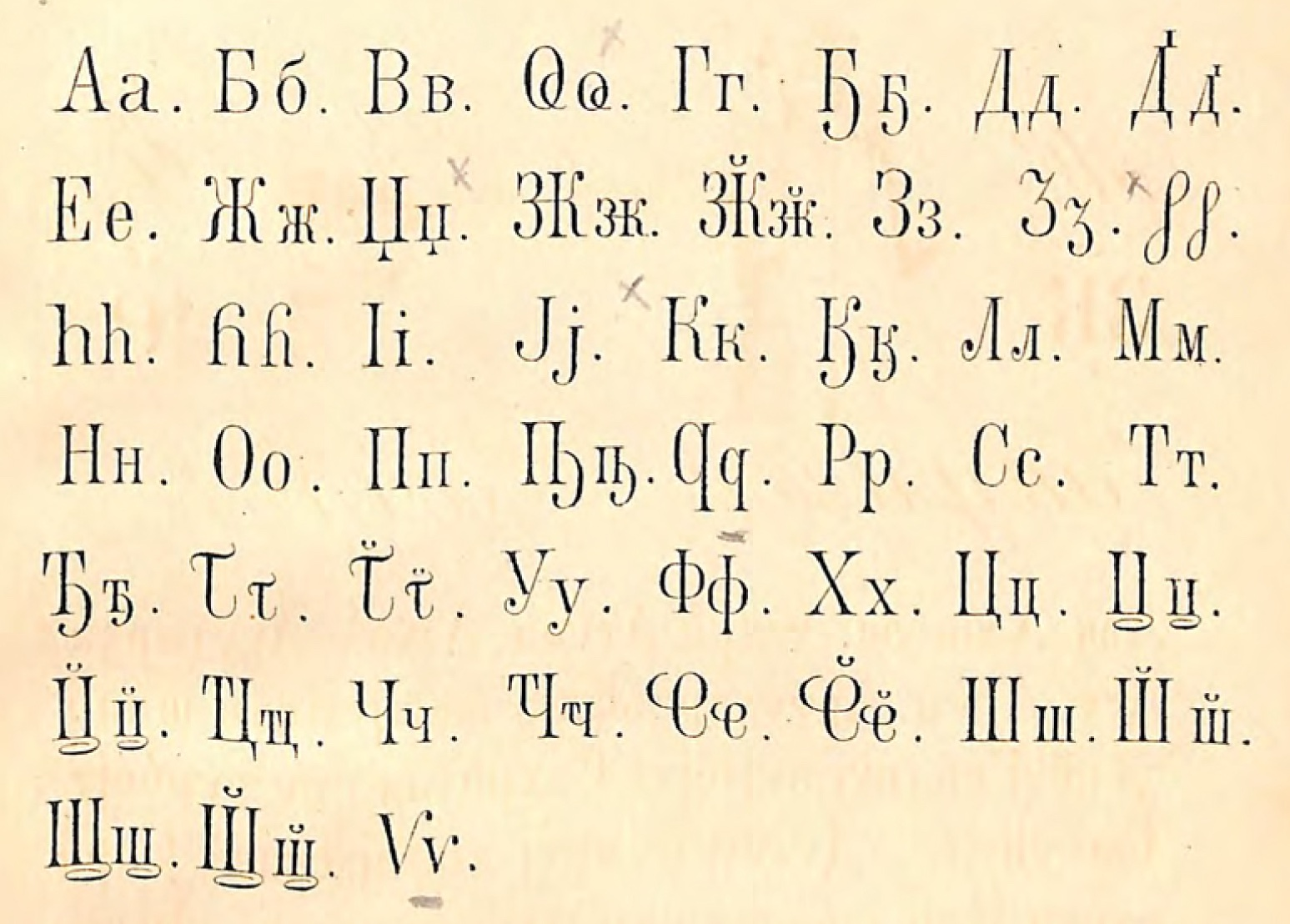
Alphabet abkhaze dans Gulia et Machavariani 1892.
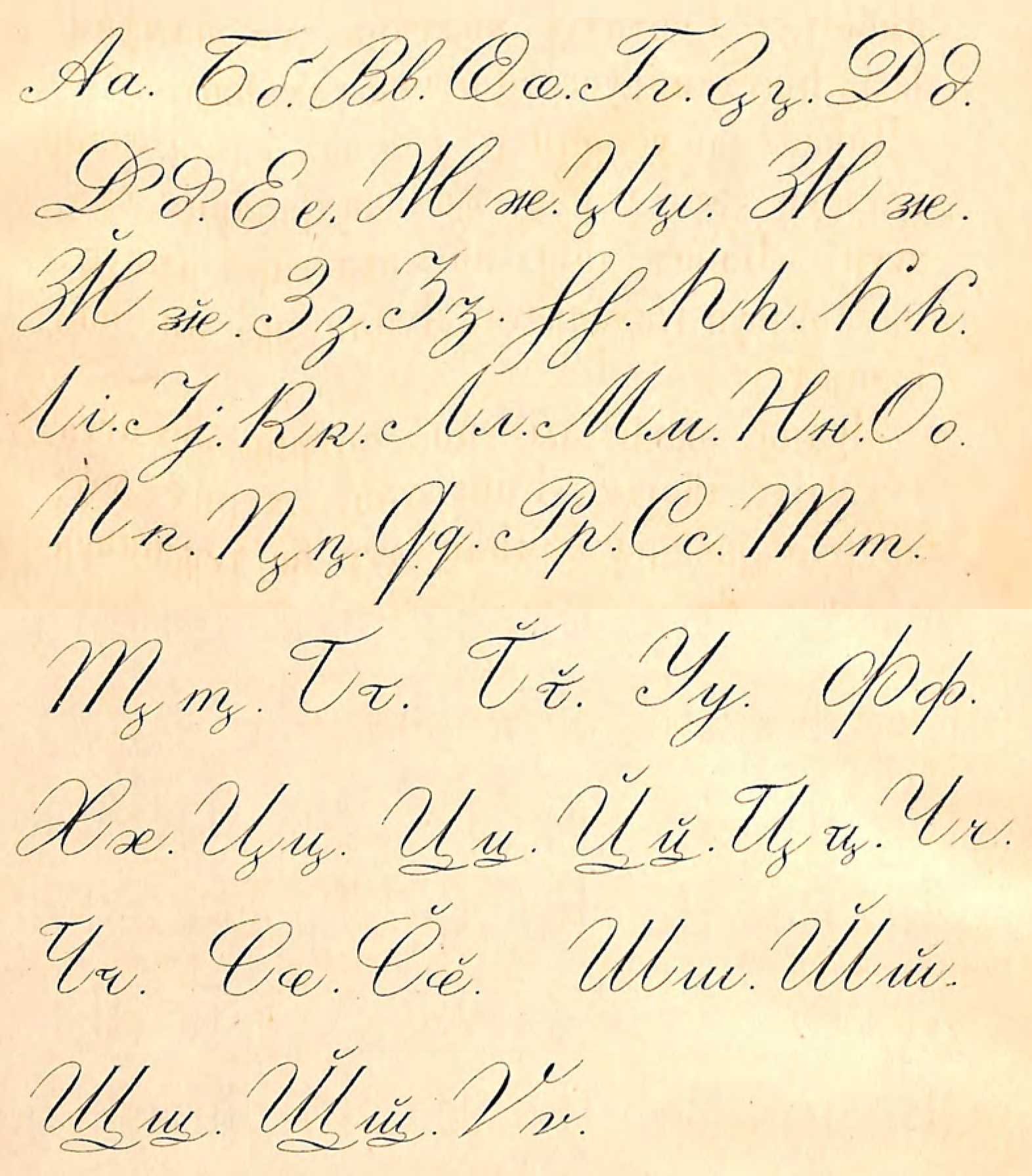
Alphabet abkhaze en écriture cursive dans Gulia et Machavariani 1892.

## Représentations informatiques
Le jwé brève peut être représenté avec les caractères Unicode suivants :
| formes    | représentations | chaînes de caractères | points de code | descriptions                                      |
| --------- | --------------- | --------------------- | -------------- | ------------------------------------------------- |
| capitale  | Ꚅ̆               | Ꚅ̆                     | U+A684 U+0306  | lettre majuscule cyrillique jwé diacritique brève |
| minuscule | ꚅ̆               | ꚅ̆                     | U+A685 U+0306  | lettre minuscule cyrillique jwé diacritique brève |